# ウィークエンド・イングス
ウィークエンド・イングスは、MBSラジオで放送されていたラジオ番組。

## 概要
- 1982年10月8日に開業した阪急イングスで歌手をゲストに迎え毎週金曜日に公開録音をしていた。
- 1985年3月に番組終了し、たかじんは後番組の昼めし歌謡曲を担当した[注釈 1]他、たかじん・泰葉コンビはハロー!ナショナルショウルームで継続した[注釈 2]。

## 出演者
- やしきたかじん
- 泰葉
- 西端弥生（1985年2月のみ）